# 陳于階 (嘉靖進士)
陳于階（1530年—？），字允升，號燕野，東勝右衛軍籍，山西平陽府臨汾縣人，明朝政治人物。

## 生平
嘉靖三十七年（1558年）戊午科順天府鄉試第八十五名舉人。嘉靖四十一年（1562年）中式壬戌科會試第一百三十五名，三甲第一百五十四名進士。授桐城县知县，擢湖广道御史，隆慶二年（1568年）巡按直隶、湖广，万历元年（1573年）正月升山东副使。

## 家族
曾祖陳良；祖父陳禮；父陳聰，監生。前母孫氏；母郭氏。慈侍下。兄于廷。弟于陛（王府典儀）。